# Fey, Vaud
Fey är en ort och kommun i distriktet Gros-de-Vaud i kantonen Vaud, Schweiz. Kommunen har 762 invånare (2023).